# 天然鈾
天然鈾（Natural uranium，NU，Unat）即與自然界同位素比率（豐度）相同的鈾，包含0.711%鈾235，99.284%鈾238，以及0.0055%鈾234。約2.2%的放射性來自鈾235，48.6%來自鈾238，49.2%來自鈾234。
天然鈾可作為高或低功率反應堆的燃料。歷史上，石墨慢化反應堆和重水慢化反應堆一直用金屬鈾（{\displaystyle {\ce {U}}}）或二氧化鈾 （{\displaystyle {\ce {UO2}}}），以及陶瓷形式的天然鈾作燃料。但是，以三氧化鈾（{\displaystyle {\ce {UO3}}}）和八氧化三鈾（{\displaystyle {\ce {U3O8}}}）作为實驗燃料，却表现出了良好的发展前景。
在輕水反應堆或核武器中，仅0.72%的鈾235不足以維持鏈式反應，故必須用濃縮鈾。核武器的鈾235濃度為90%，輕水反應堆的鈾235濃度則約3%。未濃縮的天然鈾可作為重水堆的合適燃料，如CANDU反應堆。
在地質歷史早期，鈾235更豐富時，鈾礦石在極少數情況下自然裂變，形成天然核反應堆。與鈾238（半衰期45億年）相比，鈾235衰變較快（半衰期7億年），前者的衰變極其緩慢，因此十億年前的鈾235存量為現在的兩倍。
曼哈頓計劃期間，Tuballoy被用作指代精煉狀態的天然鈾，這詞仍然偶爾使用。第二次世界大戰期間亦用「X-Metal」為鈾的代號。同樣，濃縮鈾被稱為Oralloy（指橡樹嶺合金），貧鈾则被稱為Depletalloy。